# Državna cesta D206
D206 je državna cesta u Hrvatskoj.  
Cesta spaja granični prijelaz Hum na Sutli (granica sa Slovenijom) s čvorom Krapina na autocesti A2. Cesta prolazi kroz naselja Hum na Sutli, Lastine, Pregrada, Valentinovo, Slatina Svedruška, Preseka Petrovska, Benkovec Petrovski, Petrovsko, Tkalci i grad Krapinu.
Ukupna duljina iznosi 28,7 km.